# Kóny
Pour les articles homonymes, voir Kony.
Kóny est un village et une commune du comitat de Győr-Moson-Sopron en Hongrie.